# Isaac Marshall
Isaac Marshall, född 22 augusti 1962 i Michigan, är en amerikansk speldesigner, röstskådespelare och ljuddesigner. Han har gjort röster åt Nintendos TV-spelskaraktärer, framför allt Bowser och Birdo, under 1990- och 2000-talet.

## Röster
- Tetris Attack, (1995) – Kamek
- Super Mario 64, (1996) – Bowser
- Mario Kart 64, (1996) – Toad, Bowser
- Mario Golf: Toadstool Tour, (2003) – Birdo
- Mario Superstar Baseball, (2005) – Birdo
- Mario Party 8, (2007) – Birdo